# 森谷威夫のお世話になります!!
『森谷威夫のお世話になります!!』（もりたにたけおのおせわになります）は、KBS京都ラジオで月曜日から木曜日に放送されていたワイド番組。
KBS京都本社4階第1スタジオ（サンシャインスタジオ 1Studio SUNSHINE）から生放送される。ゲストのコーナーは収録の場合もある。
2005年4月4日に『ただ今勤務中!森谷威夫のお世話になります!』（ただいまきんむちゅう もりたにたけおのおせわになります）の番組名でスタート。スタート当初から2011年3月31日までは、架空の会社「株式会社 お世話カンパニー」という設定で番組が進行されたが、同年4月4日からは番組タイトルから「ただ今勤務中!」の部分を外し、「お世話カンパニー」及び「広報部」「総務部」の呼称も使わなくなった。2019年3月28日放送終了。

## 出演者
- 番組終了時
  - 森谷威夫（月～木）KBS京都アナウンサー。泉南市出身。O型。元お世話カンパニー広報部アナウンサー。中井貴一系
  - 對馬京子（月～木）いがしらカンパニー所属。京都市出身。B型。元お世話カンパニー総務部アシスタント。滝クリ系
  - 井川茉代（ラジオカーリポート/月・水、2016年3月28日 - 2019年3月27日）MC企画所属。城陽市出身。
  - 佐藤桃子（ラジオカーリポート/火・木、2017年4月4日 - 2018年3月28日）
  - 木村寿伸（不定期木曜、2012年10月25日 - ）「週末はオレに任せろ！」 KBS京都アナウンサー。京都市出身。A型。氷川きよし系
- 過去
  - 川畑亜紀 2007年3月末まで（月・火）を担当していた。オフィスキイワード所属。
  - 桂やすこ 2010年3月末まで（月・火）を担当していた（秘書課アシスタント）。ワイワイワイ所属。京都府出身。O型。

キャッチフレーズ「芸はなくとも桂やすこです」（落語家に多い「桂」姓ではあるが芸はできないという意味）
  - 政田マリ 2011年3月末まで（月～木） ラジオカーを担当していた（営業部外勤担当 営業部販売促進課）。ともだち所属。広島市出身。B型。
  - 和田智恵 2011年4月4日～2012年3月29日（ラジオカーリポート/月・火）わっぴぃラジオカー。セイ所属。大阪市出身。A型。アーチェリー歴1年。
  - 坂井慈恵士（不定期、2012年4月4日 - 2015年3月30日）「ジェシーはご機嫌」 オフィスCHK所属。福山市出身。クラーク・ケント系
  - 三崎智子（ラジオカーリポート/月・火、2012年4月2日 - 2016年3月22日）セイ所属。近江八幡市出身。O型。172cm、靴26cm。高い女、モデル系
  - 海平和（ラジオカーリポート/水・木、2011年4月6日 - 2016年3月24日）KBS京都アナウンサー。京都市（ごみん星）出身。B型。アイドル系
  - 宇田満里子（ラジオカーリポート/火・木、2016年3月29日 - 2017年3月30日）大阪テレビタレントビューロー所属。兵庫県出身。

## 番組内のコーナー
- 番組終了時のコーナー
  - オープニング
  - 今日はどんな日？気になる日！
  - スポ芸 赤・青・黄色
  - サロン・ド・モリタニ
  - ラジオカーリポート
  - お局様がチルゴウヨ（不定期）
  - 昼のスクリーン・ミュージック（不定期）
  - 週It's ○○
    - うちの昼飯となりのランチ数珠つなぎ（月曜日）
    - ちょっとひと手間・ひと工夫（火曜日）
    - オレのラーメン（水曜日）
    - 週末はオレに任せろ！（木曜日）

  - アディーレ暮らしの法律相談（木曜11:45～）篠田恵里香弁護士2014年6月12日まで担当
  - 布団で快眠（第1水曜13:00～）こだわりふとんの店 お客様の快眠のことだけを考える富紗屋の北川社長
  - すこやか健康相談 月に1度医師に話を聞く
  - 京の杜（もり）プロジェクト～桜がつなぐ架け橋～（2015年8月再開）主催：住友林業　協力：総本山醍醐寺　リポーター：海平、岩井万実
    - 落葉を堆肥化し新たな緑を育てようとするプロジェクト

  - 池永先生の首・腰お悩み相談室（第2木曜日午後13:10頃～）医療法人相馬病院 脊椎外科部長 池永 稔 医師
  - 全開!!京都フローラ!! -京都フローラの選手やスタッフを迎える

- 過去のコーナー
  - 諸口あきらの今日の激辛
  - ハグクミプロジェクト のびのびお世話っこ
  - ウォーターフォレスト21
  - お世話カンパニー医務室すこやか健康相談（提供：武田病院グループ）
  - 森谷威夫今年1年間はショートコントをつくるぞーのコーナー
  - 森谷ヴァーサス對馬バトルトーク
  - 働きMANのための井戸端ニュース
  - Kyoto Week
  - お気楽新聞ナナメ読み
  - 企画会議
  - モリスポ
  - 噂の給湯室（ゲストを迎えて）
  - 今日のランチ、明日のランチ、財布の中身はあといくら？
  - 対馬京子のお局様が通る
  - マノンけいこのボンジュール京都
  - 政田マリの業務日誌
  - 週間石屋工務店 石屋紀次
  - モリペディア
  - 北近畿リポート お肉料理竹下 竹下社長
  - おすすめ定食Bランチ
  - コンパクトライフで，ごみ減量
  - お世話的耳寄り情報
  - 京都駅前山崎デンタルクリニック山崎院長に聞きたーい、ちょっと気になる歯の話
  - 今日のホワイトボード 森谷「奥さん奥さん、（森谷アドリブ）、あっあっあ～!!」對馬
  - なごみんをドライブデートに連れてって「たけお君、やっぱり、生がいい。たけお君の頭、熱いっ♡」
  - 言葉のラジオ体操（なぞなぞ）
    - 「森谷さんがなごみんのことをお母さんと呼んでいます。なぜしょう？」 森谷の答え「なごみんのおっぱいをチューチューしたいから」

  - ラジオあらきょう通信 32人のあらきょうジン（火曜12:20～）協力：京都府商工会連合会　
  - 韓国再発見のコーナー（2014年4月17日～2015年6月15日）お局様がチルゴウヨ第3月曜
    - 村上スタッフに話を聞く。アンニョンハンリョウから、金曜やのパンチ★など、KBS京都ラジオでおよそ10年間もの間、色々な情報を伝えた

  - お世話的日替りトーク（～2015年3月）
    - 森谷威夫の気持ちえ～話「奥さん奥さん、ケツケツ、ケツは好きか? プリプリッ、プリプリッ、あっあっあ～!!」
    - お局様が物申す
    - ミサキングの妄想コーナー
    - なごみんのマジで恋する御陵前

  - ラジオで安心すまインフォ
    - 京都市からの安心なすまいづくりにつながる情報を提供するコーナー 京(みやこ)安心すまいセンター(あんすまさん)

## 番組でのイベント
- 2009年2月28日 リスナーとの「食事会」開催（京都岡崎の和風レストラン）
- 2009年9月25-27日 森谷威夫と行く韓国出張旅行3日間の旅（リスナーと共に韓国ツアー）
- 2010年3月27日 草津線開通120周年記念 トレインウォークツアー
- 2010年5月8日 味とこころ白だしバスツアー（愛知県碧南市）
- 2010年9月10-12日 森谷威夫と行くマカオ・香港2泊3日の旅
- 2012年2月24日 劇団四季・京都劇場開場10周年記念 ～僕たちと一緒に、「マンマ・ミーア!」
- 2012年3月22-25日 森谷威夫と對馬京子と行くタイに行きタ～イ！バンコク4日間 ロイヤルオーキッドホリデイズ
- 2012年8月10日 劇団四季・京都劇場開場10周年記念第2弾 ～みんなで一緒に…「アスペクツ オブ ラブ」〜
- 2013年3月1日-3日 沖縄でもお世話になります！シェフ森谷♡ホーミ對馬と行く！沖縄満喫大人旅
- 2013年11月24日 お世話的日帰りバスツアー～式年遷宮・伊勢神宮参拝とお茶室「清々庵」～

ほか

## 特別番組
- サンクス61 2012年もお世話になりました！（2012年12月16日 14:00 - 16:30、KBSホールから生放送）
  - 「お世話アメチャンズ。」結成。センター對馬、向って右に海平、左に三崎。年下の男の子披露。
  - 森谷は女装して萌え萌えバニー姿で登場。
- KBS京都開局63年記念特別番組 『サンクス63』 12:00-13:00「森谷威夫のお世話になります!!」2000回突破スペシャル(KBSホール) お昼の人気番組、放送2000回突破スペシャル 出演：森谷威夫・對馬京子・三崎智子 ほかジェシー

## 備考
- 姉妹番組「ただ今勤務中!平野智美もお世話になります!」（2009年4月3日〜2010年4月2日、金曜10:00-12:00＆13:00-15:00）
- 2013年2月4日～2014年10月30日　「ひるピカ」（月曜～金曜 13:55 - 14:00 出演：武田康子）放送のため、10:00～13:55
- 「山崎弘士の名曲特集 音の楽園」（月曜～木曜 13:55 - 14:00 出演：山崎弘士）放送のため、10:00～13:55
- 2015年3月30日～　「聖教新聞Presents 渡辺徹 家族の時間」（月曜～金曜 13:55 - 14:00 出演：渡辺徹）放送のため10:00～13:55